# Fahrafeld (Gemeinde Kasten)
Fahrafeld ist eine Ortschaft und Katastralgemeinde der Gemeinde Kasten bei Böheimkirchen in Niederösterreich. Die Ortschaft hat 228 Einwohner (Stand 1. Jänner 2024).

## Geografie
Das Dorf liegt am Michelbach und ist über die Landesstraße L132 erreichbar, von der im Ort die L5100 abzweigt. Zur Ortschaft zählen auch die Lagen Hofmühl, Perschlinghof, Schöllnmühle und Sonnenhof.

## Geschichte
Der Ort Fahrafeld schien urkundlich erstmals im Jahr 1180 auf, als ein Rudbertus de Vorchinvelde zwei Weingärten bei Zell dem Kloster Göttweig schenkte. 1248 findet sich der Ort im Niederösterreichischen Urkundenbuch in der Schreibweise Vorichenveld und später wurde er Fohrafeld genannt. Die heutige Schreibweise setzte sich erst im 19. Jahrhundert durch. Laut Adressbuch von Österreich waren im Jahr 1938 in Fahrafeld zwei Gastwirte, zwei Gemischtwarenhändler, eine Hebamme, ein Sägewerk, ein Schmied, ein Viehhändler und einige Landwirte ansässig.

## Öffentliche Einrichtungen
In Fahrafeld befindet sich eine Volksschule.

## Persönlichkeiten
- Gottlieb Theodor von Kempf (1871–1964), Landschaftsmaler und Illustrator, lebte in Fahrafeld
- Anton Hans Karlinsky (1872–1945), Landschafts- und Porträtmaler, lebte zeitweilig in einer Künstlerkolonie bei Fahrafeld